# Mežakla
Mežakla ist ein etwa 15 km langes Hochplateau in Slowenien nahe der Stadt Jesenice mit Höhenlagen von 1200 m. i. J. bis 1400 m in den Julischen Alpen.
Die Hochebene ist ein Teil des Nationalparks Triglav.

## Geographie
Mežakla liegt zwischen den Flüssen Radovna im Süden und Sava Dolinka im Norden. Er ist etwa 1200 m hoch; und am höchsten Punkt 1593 m. Im Westen erreicht es den Zusammenfluss der Täler Krma, Kot und Vrata und im Osten die Gebiete Bled und Vintgar. Es besteht aus Kalkstein und Dolomit, in einzelnen Teilen auch aus Trias-Mergel und Sandstein. Es gibt einige Karsthöhlen, z. B. eine Schneehöhle auf der Ostseite von Mežakla unterhalb des Planski vrh (1299 m) oberhalb von Jesenice.
Das Plateau ist größtenteils – neben zahlreichen Viehweiden – mit Fichten- und Buchenwald bedeckt.

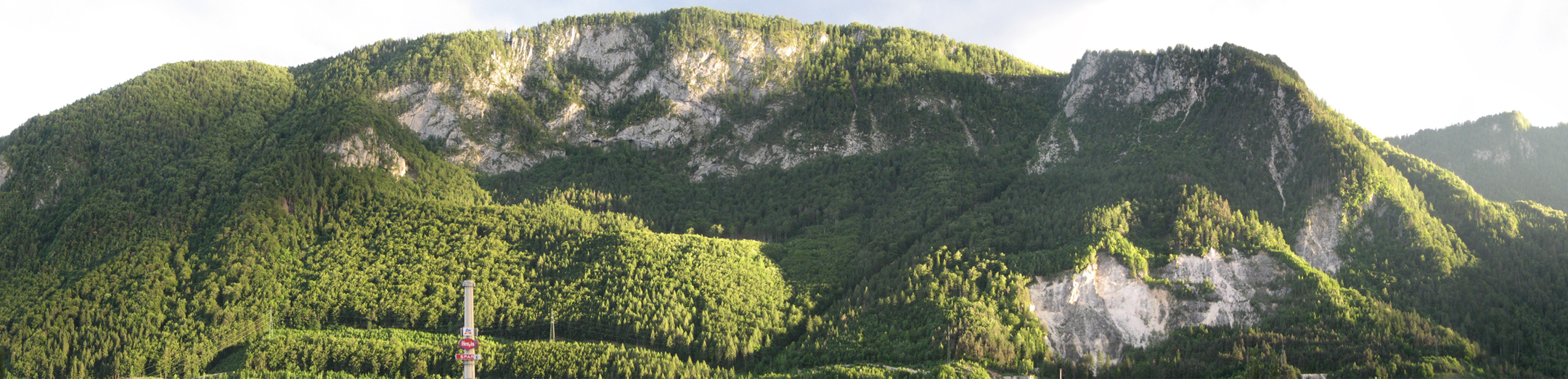
Blick von Jesenice
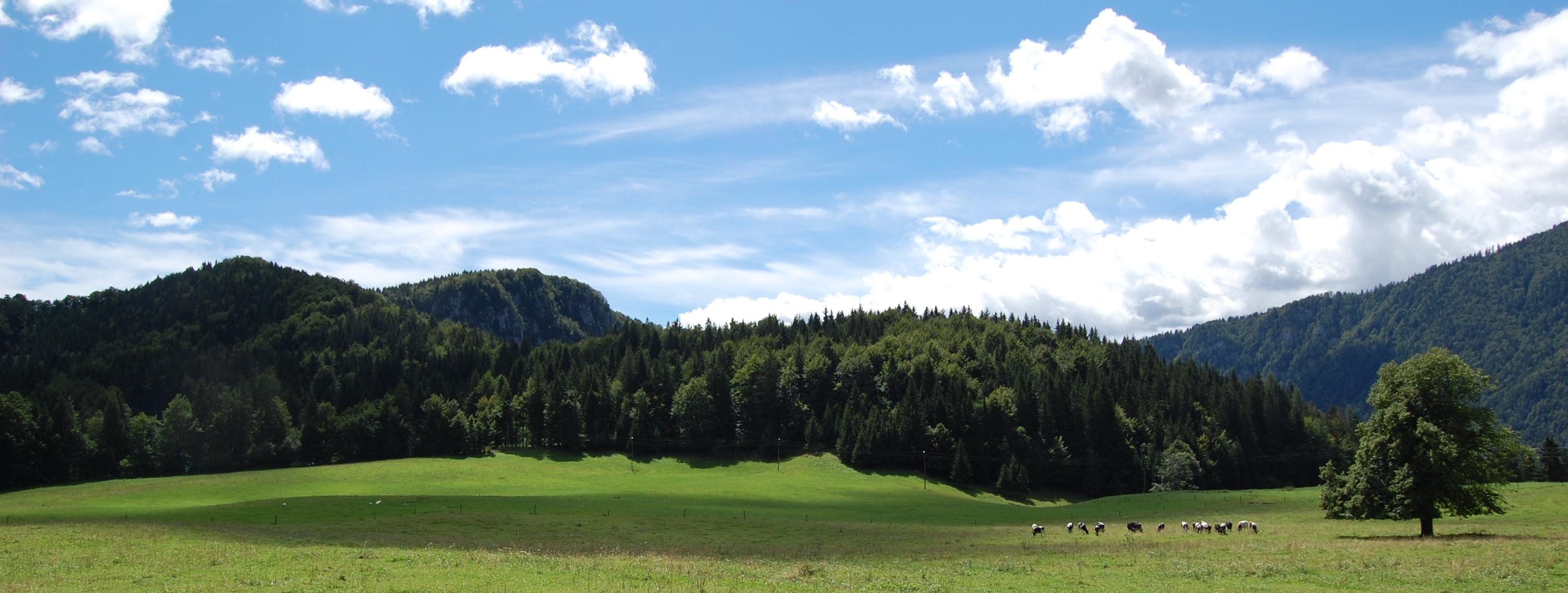